# عدد بلاستيكي

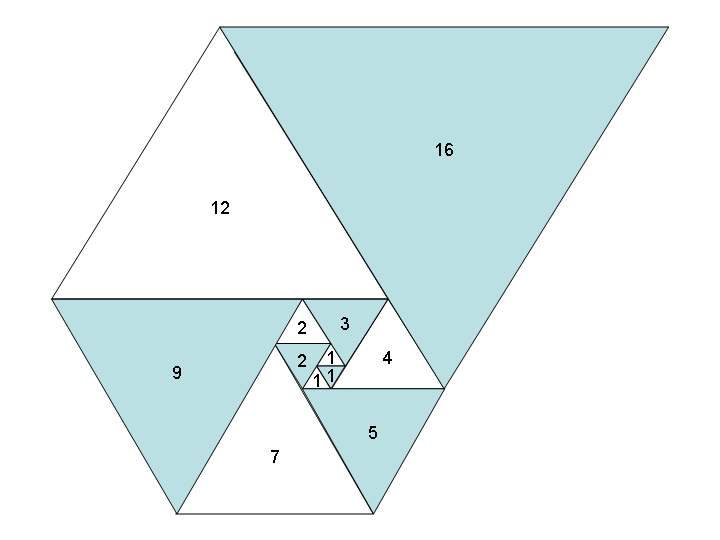

العدد البلاستيكي أو الثابت البلاستيكي سمي إشارة إلى كونه أدنى أهميةً من العدد الذهبي والعدد الفضي. و هو الحل الحقيقي الوحيد للمعادلة :{\displaystyle x^{3}=x+1\,.}. و قيمته:
 و قيمته التقريبية تساوي 1.324717957244746025960908854.
أول من وضع اسم العدد البلاستيكي هو دون هانز فان دير لان عام 1928 من غير أن يقصد أن يشير إلى النسبة الذهبية